# Α-苯基肉桂酸
α-苯基肉桂酸（英語：alpha-Phenylcinnamic acid）是一种有机化合物，分子式C15H12O2，是肉桂酸的衍生物，常温常压下为灰白色晶体。